# Carina Benninga

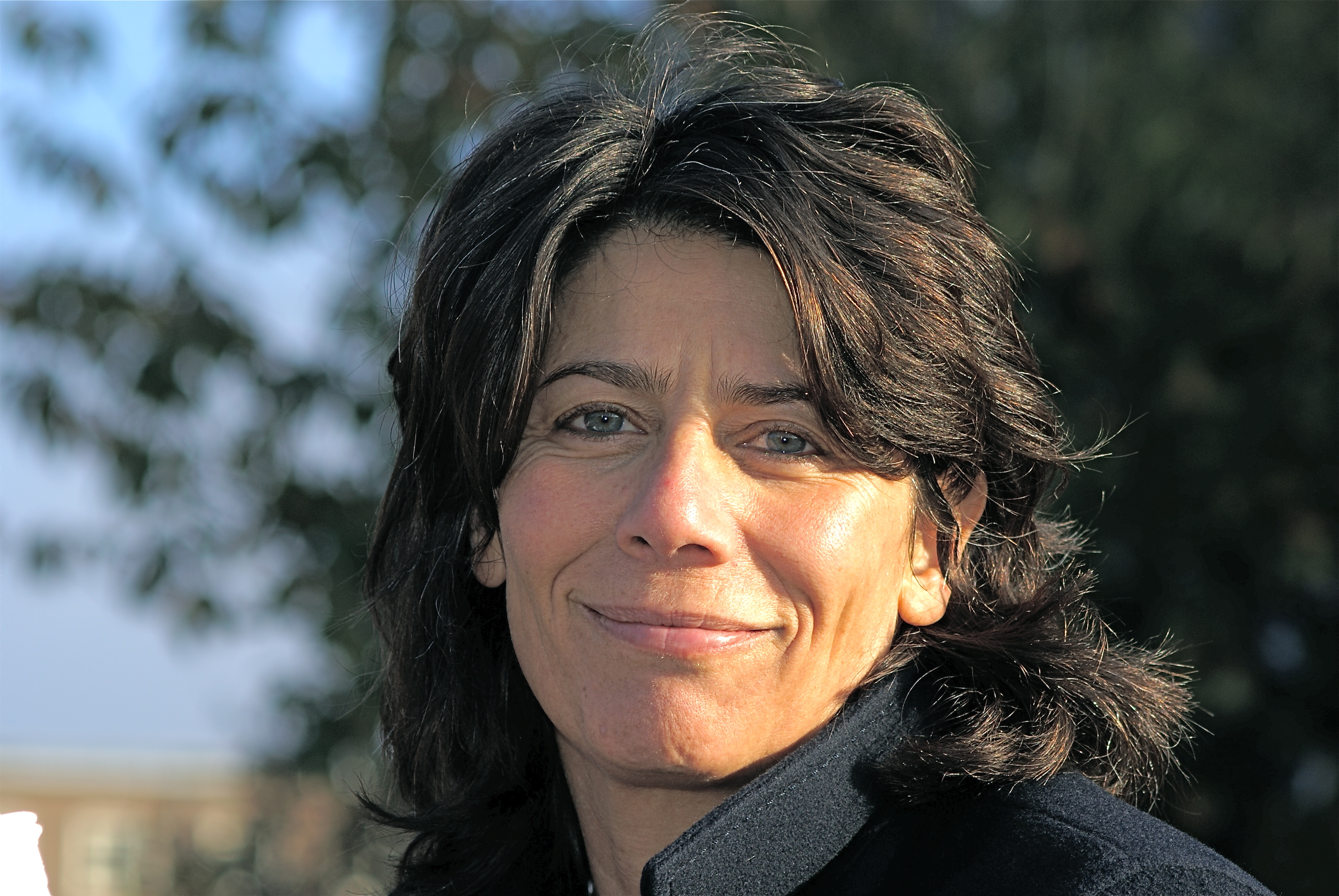
Carina Benninga (2009)

Carina Marguerite Benninga (* 18. August 1962 in Leiden) ist eine ehemalige niederländische Hockeyspielerin und Olympiasiegerin. 
Benninga spielte 1980 für das Hockeyteam der Old Dominion University in Virginia. Sie wechselte später nach Amsterdam und debütierte bei der Weltmeisterschaft 1983 in der Nationalmannschaft, mit der sie auf Anhieb Weltmeisterin wurde. Im Jahr darauf siegten die Niederländerinnen sowohl bei der Europameisterschaft als auch bei den Olympischen Spielen in Los Angeles. 
Die Mittelfeldspielerin verpasste die Heim-Weltmeisterschaft 1986 wegen eines Schlüsselbeinbruchs. 1987 schloss Benninga ihr Jurastudium an der Universität Amsterdam ab und gewann mit der niederländischen Nationalmannschaft bei der FIH Champions Trophy. Bei den Olympischen Spielen 1988 belegte sie mit ihrer Mannschaft den dritten Platz.
1989 war sie Flaggenträgerin der niederländischen Mannschaft bei der Makkabiade; die Niederländerinnen gewannen den Titel ebenso wie ein Jahr später bei der Weltmeisterschaft 1990. Benninga war mittlerweile Kapitänin der Nationalmannschaft und trug 1992 als erste Frau die Flagge der Niederlande bei einer Olympischen Eröffnungsfeier, der eher enttäuschende sechste Platz bei den Olympischen Spielen in Barcelona war der Schlusspunkt ihrer aktiven Karriere; mit 158 Länderspielen war sie einige Jahre Rekordnationalspielerin. 
Als Assistenztrainerin betreute Carina Benninga von 1993 bis 1995 die US-amerikanische Nationalmannschaft, 1997 führte sie als Trainerin die niederländische Mannschaft zu einem Makkabiadesieg. Später war sie mehrfach Trainerin in der Zweiten Niederländischen Hockeyliga. 1994 wurde Carina Benninga zur Ritterin geschlagen, seit 2000 ist sie Mitglied der International Jewish Sports Hall of Fame.